# 朝鮮の軍事
朝鮮の軍事（ちょうせんのぐんじ）では、朝鮮王朝（李氏朝鮮）末期までの朝鮮半島の軍事を扱う。

## 高麗の軍事制度
高麗では武官制度として二軍と六衛を置いた。二軍は鷹様軍と龍虎軍、六衛は左右衛、神虎衛、興威衛、金吾衛、千牛衛、監門衛である。各軍と衛の下には領（部隊）が所属した。領は1000名の正規軍と600名の予備兵で構成され、合わせて45領があった。また軍と衛にはそれぞれ上将軍と大将軍（上将軍の下）1名ずつがいて、指揮する領の数によって領ごとに将軍（大将軍の下）1名と中郎将2名がいて、その下に郎将、別将、散員、尉、隊正などの軍官が配置された。
二軍六衛の上将軍8名と大将軍8名で重房を構成し、重房は軍の首脳部の会議機関だった。下級将校たちも会議機関があったがこれを校尉房と言った。全国のすべての軍隊は二軍六衛に所属するようにした。
この他に予備軍団として光軍と別武班があった。
光軍は定宗の時に契丹に備えるために30万人を選んだ予備軍団で、これを統括する機関を光軍司と言った。
別武班は粛宗の時に尹瓘（いん・かん、ユン・クァン）の建議により女真に備えるため騎兵を中心に作った予備軍団である。全国の馬を持つ者はすべてここに編入させ神騎（騎兵）とし、20歳以上の男で科挙を受けない者はすべて神歩（歩兵）として編入し、僧侶たちも降魔軍を組織した。すなわち別武班は神騎と神歩で編成され、傍系として降魔軍がここに属した。別武班は正規軍と同じく四季を通して訓練を受けた。
戦時に出征する軍隊は五軍（場合によっては三軍になることもあった）で編成されたが、すなわち左軍・右軍・中軍・前軍・後軍である。五軍が出征するときには行営都統使（または行営兵馬使、国初には大番兵馬使）が総指揮したが、これらは重臣の中から任命された。

## 朝鮮王朝の軍事制度
朝鮮王朝の軍事制度は他の国家制度同様、高麗の制度をもとに次第に整備されていった。

### 中央
朝鮮王朝の初代国王李成桂は1392年7月17日に即位すると、その翌日に国号は改めずまだ高麗のままであったが、都摠中外諸軍事府を無くして、義興親軍衛を設置した。これが朝鮮王朝中央の軍事制度確立の出発点となった。都摠中外諸軍事府は、李成桂が進軍中の威化島から軍を率いて朝鮮に引き返して来た後に全国の軍事を統括・指揮するために設置した官庁だった。そして7月28日文武百官の制度を頒布（はんぷ）する際に兵機・軍政・宿衛・警備などは中枢院が受け持つようにし、訓練観は武芸の訓練および兵書・戦陣の教習に関することを、軍資監は軍旅（軍隊）・兵糧に関することを、軍器監は兵器・旗幟（きし）・軍装、什器に関することを、司水監は戦艦の造修および伝輸の監督などをそれぞれ受け持つようにした一方、義興親軍左衛・鷹揚衛・金吾衛・左右衛・神号衛・興威衛・備巡衛・千牛衛・監門衛などの十衛を定め、しばらく後には高麗末期に置いていた三軍都摠制府を義興三軍府と改称して、高麗以来の重房を廃止したが、高麗の軍事制度と根本的に違うことはなかった。
1395年（太祖4年）には鄭道伝の提議に従って十衛を改称してこれを中・左・右の三軍に分属するようにし、中軍に義興・忠佐・雄武・神武の各侍衛司、左軍に龍驤（りゅうじょう）・龍騎・龍武の各巡衛司、右軍に虎賁（こほん）・虎翼・虎勇の各巡衛司を置いた。これら十司が三軍に分属されたが三軍もそれ自体の直轄軍力を持っていてこの三軍十司が順に宮中の司衛あるいは都城の巡衛を受け持った。その後2度の王子の乱を経て1400年（定宗2年）にはそれまでさまざまな弊害を生んでいた私兵をすべて無くして京外の軍勢をすべて義興三軍府に編入させた。第3代国王太宗はその世子に王位を譲り渡すと同時に二司を廃止したが1445年（世宗27年）にはまた十二司になった。
第5代国王文宗は1451年（文宗1年）にこれを根本的に改編し、中軍に義興司・忠佐司・忠武司を、左軍に龍騎司を、右軍に虎賁司だけを残して五司にした。このように部隊の数は減ったが兵力はむしろ増加させ、各兵種を五司に等しく配置し、それまで乱れていた軍事制度を再整備する上で大きな業績を残した。
その後1457年（世祖3年）には五司を五衛（義興衛、龍驤衛、虎賁衛、忠佐衛、忠武衛）に改める一方、各衛を兵種別と地方別で構成するようにした。五衛が形成された直後に三軍の制度はなくなり、したがって軍令機関である三軍鎮撫所は五衛鎮撫所になり、1466年（世祖12年）には五衛都摠府（ごえいとそうふ）になった。
それゆえこの五衛は『経国大典』に記載され形式上では朝鮮王朝時代の軍事制度の基本として後期まで存続するが、文禄・慶長の役の時にすでにその無力が露呈し、宣祖の時から粛宗の時にわたって訓練都監・御営庁・摠戎庁・禁衛営・守禦庁の五軍営が順に設置される一方、五衛は初期とはまったく異なる形態の軍事制度に変貌していった。

### 地方
一方、地方軍の編成を見ると、最初は中央で直接これを統率するようになっていた。すなわち1395年（太祖4年）には各道に兵馬使（二品）・兵馬団練使（正・従三品）・兵馬団練副使・兵馬団錬判官などを送り軍事をまかせるようにすると同時に、ソウルにいる各道担当の節制使・副節制使の指示を受けるようにした。このとき各地方は主鎮以外には沿海・国境など国防上重要な所にのみ鎮を置いた。
その後、太宗の時の部分的な改革を経て世祖の時には地方軍制を大幅に改編した。辺鎮（国境地帯を守る軍営）だけを守っていて、それが崩れれば防御する手段がない場合を考えて各道の内陸地方にもいくつかの巨鎮（節制使の鎮営）を置き付近にある郡衙を諸鎮として編成し、その守令（地方官）を指揮する鎮管（地方防衛組織）の制度をこのとき初めて開始し、また地方官はすべて軍事職を持つと言う原則も確立した。
『経国大典』によると、地方には兵営（陸軍）、水営（水軍）を設置し、その下に様々な鎮営（陣所）が付属していた。兵営の長官を兵馬節度使（兵使）、水営の長官を水軍節度使（水使）と言ったが、その中でも永安道（咸鏡道）と慶尚道は女真と日本に近接する所であるとして兵営、水営をそれぞれ2つずつ置き、全羅道には水営のみ2つを置いた。そして鎮営にはその規模によって節制使、僉節制使、同僉節制使、万戸などの軍職があったが、大部分は守令などが兼ねていて、平安道、咸鏡道の国境地帯と海岸の要地に限ってのみ専門的な武職としての僉節制使（略称：僉使）が配置された。
一方、朝鮮時代には王の親衛兵である兼司僕・内禁衛、職業軍隊である訓練都監など特別な場合を除けば、ほぼ兵農一致の府兵制を採用し全国の徴兵適齢期にある青年を輪番で徵集してこれに充当させ、現役服務に必要な費用の調達のために一定数の奉足または保が支給された。
一方、地方で起こる緊急な事態を中央に知らせるため烽燧制と駅馬制もあった。

### 末期
末期には別技軍という新式軍隊を編成したことを始め、従来の後進的な軍事制度を刷新しようと努力して形式上は聯隊・大隊体制の近代的な軍隊編成法が採用されたこともあったが、格別な活動なしに1907年にはついに日本によって強制的に朝鮮の軍隊が解散された。

## 朝鮮王朝の軍事技術

### 兵書
朝鮮王朝初期には朝鮮半島の地勢に合った戦術を開発し歴代の戦争史を整理して各種の兵書が編纂された。
太祖の時、鄭道伝はそれまでの兵書を参考にして独自の『陣法書』を編纂した。その後、文宗の時には金宗瑞の主導のもと古朝鮮から高麗末に至る戦争史を整理し『東国兵鑑』2巻が編纂され、続いて古代から朝鮮王朝初期に至る期間の重要な戦闘を戦略的側面から整理した『歴代兵要』も刊行された。また同じ時期に『陣法』が編纂され五衛制に基づく軍事訓練法と陣を張る方法が整理された。この本は鄭道伝が編纂した『陣法書』を発展させたものと見えるが、後に『兵将図説』と書名を変えて利用された。一方、火器の製作と使用法を整理した『銃筒謄録』が世宗の時に編纂されたこともある。

### 武器
武器は軍器監で製作されたが、地方の郡県でも製作されることが多かった。
高麗末期に崔茂宣によって創案された火薬武器は朝鮮王朝初期にさらに改良され、その性能が2倍以上に高まり、大砲の射程も最大1000歩に達し、これまでより4、5倍に伸びた。

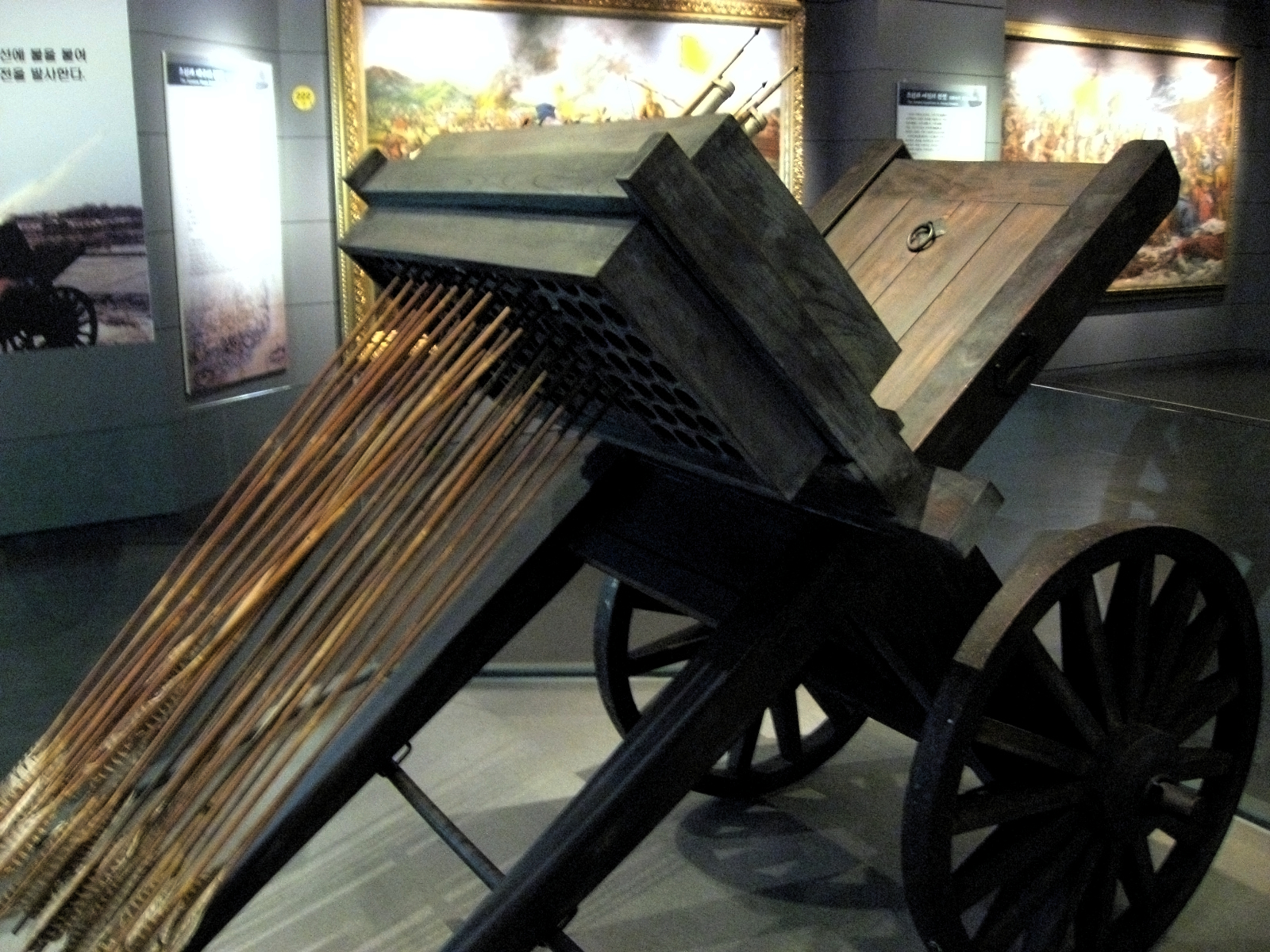
神機箭を設置した火車

文宗の時には火車と呼ばれる車輪で走るロケット砲が製造され射程が約1キロメートルに達した。これは車上に神機箭という矢100本を設置し、さらに火を付けて撃つようにしたものである。
朝鮮の水軍では軍船として太宗の時、突撃用の船として亀甲船が作られたことがあり、鼻居刀船と呼ばれる小さくて敏捷な戦闘船が製造され海戦で威力を見せた。

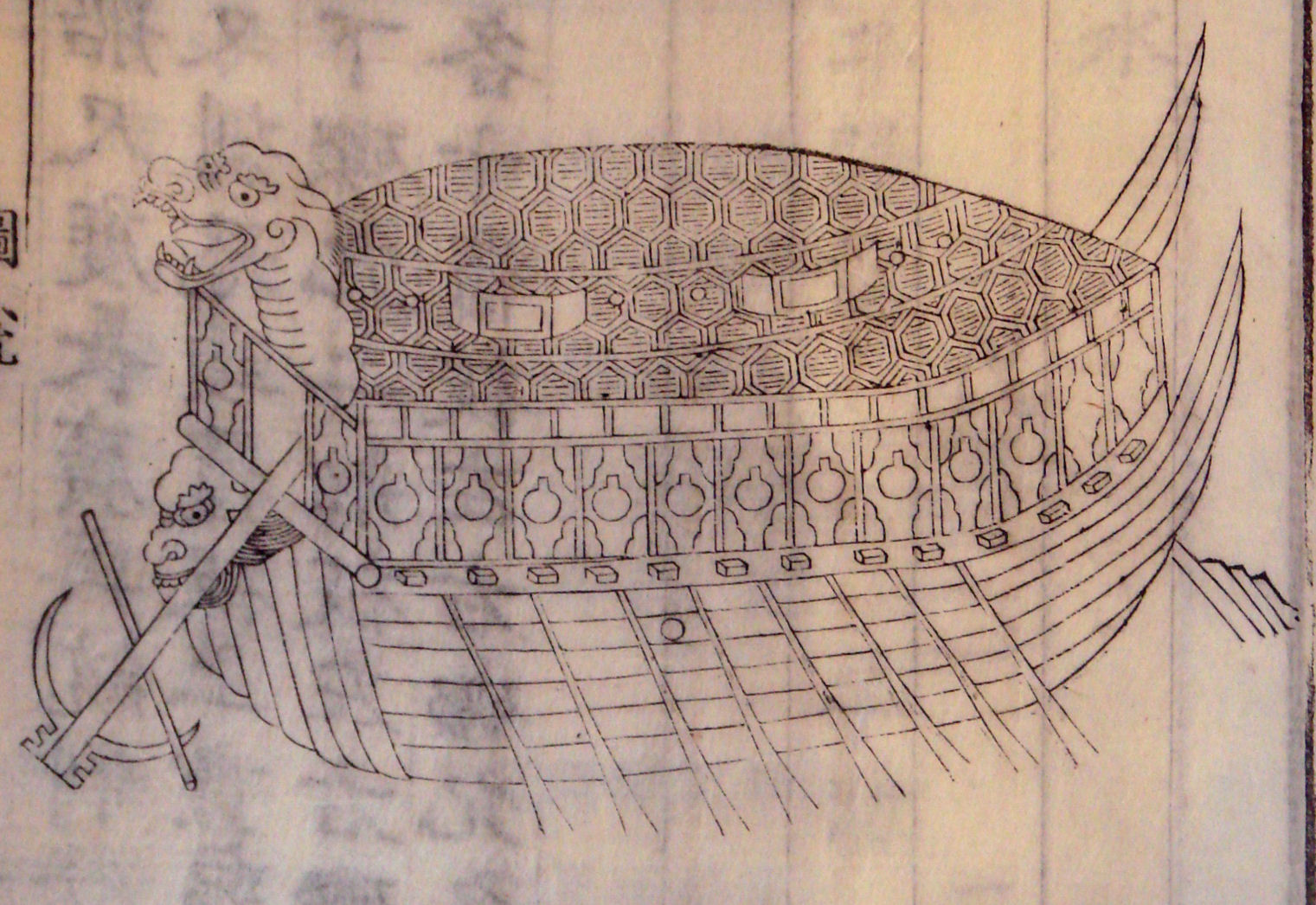
亀甲船

しかし武器製造技術は対外関係が安定した成宗の時から衰退し始めていて、文禄・慶長の役の時に苦戦する原因になった。